# 光媒の花
『光媒の花』（こうばいのはな）は、道尾秀介による日本の連作短編小説集。第23回山本周五郎賞受賞作、第143回直木三十五賞候補作。

## 収録作品
いずれも『小説すばる』（集英社）に掲載された。
- 隠れ鬼（2007年4月号）
- 虫送り（2007年10月号）
- 冬の蝶（2008年9月号）
- 春の蝶（2008年10月号）
- 風媒花（2009年1月号）
- 遠い光（2009年3月号）

## 漫画
斉藤倫作画で漫画化され、『Cookie』（集英社）にて2011年より2013年まで不定期に掲載された。単行本は全3巻。
初出
- 隠れ鬼（2011年9月号）
- 虫送り（2011年12月号・2012年1月号）
- 冬の蝶（2012年4月号・5月号）
- 春の蝶（2012年7月号・8月号）
- 風媒花（2012年11月号・2013年1月号
- 遠い光（2013年5月号）

### 書誌情報
- 作画：斉藤倫、原作：道尾秀介 『光媒の花』 集英社〈愛蔵版コミックス〉 全3巻
  1. 2012年03月15日発売、ISBN 978-4-08-782441-4[1]
  2. 2012年11月22日発売、ISBN 978-4-08-782474-2[2]
  3. 2013年07月25日発売、ISBN 978-4-08-782679-1[3]